# Provinciale weg 360
De provinciale weg 360 (N360) is een provinciale weg in de provincie Groningen, die een verbinding vormt tussen de stad Groningen en Delfzijl.
Bij Appingedam heeft de weg een ongelijkvloerse aansluiting op de N33 richting de Eemshaven en A7 bij Zuidbroek. Tussen Oosterhoogebrug en Ten Post loopt de weg parallel aan het Damsterdiep. Tot aan 1959 gold dat ook voor de rest van de weg, waarbij de route door de bebouwde kom van Appingedam liep. In laatstgenoemd jaar werd een nieuw, vrijwel recht wegtracé van Ten Post naar Delfzijl geopend dat vanaf Appingedam parallel loopt aan de spoorlijn Groningen - Delfzijl. De nieuwe weg kruist de kronkelroute van de oude weg tweemaal ongelijkvloers door middel van viaducten bij Ten Post en Winneweer.  
De weg is uitgevoerd als tweestrooks-gebiedsontsluitingsweg. De maximumsnelheid is 50 km/h van Groningen tot halverwege Garmerwolde, daarna is de maximumsnelheid 80 km/h. De weg heet over de gehele lengte Rijksweg, wat terugverwijst naar het verleden van de weg als rijksweg.

## Geschiedenis
Oorspronkelijk was de huidige N360 een rijksweg, vanaf het Rijkswegenplan 1932 genummerd als Rijksweg 41. Dit nummer zou in alle rijkswegenplannen t/m het plan van 1968 behoudens enkele kleine wijzigingen, zoals de verlenging naar Farmsum, behouden blijven.
Toen halverwege de jaren 50 de behoefte ontstond om een N-wegnummersysteem in te voeren, werden de belangrijkste wegen van nationaal belang genummerd in de serie N89 tot N99. Het systeem was complementair aan het eveneens in de jaren 50 ontstane E-wegnummersysteem dat aanvankelijk liep van E1 tot E85. Rijksweg 41 werd vanaf 1957 onderdeel van de N89, die van Amsterdam via de Afsluitdijk, Leeuwarden en Groningen naar Delfzijl verliep. Echter werd in 1959 door een lobby van de lokale besturen en de Kamers van Koophandel langs de route Amsterdam - Groningen dat gedeelte door de regering onderdeel gemaakt van de toenmalige E10 (later E22, die tot dan vanaf de Belgische grens tot Amsterdam verliep. Van de N89 bleef niet meer dan een restje tussen Groningen en Delfzijl over.
Halverwege de jaren zeventig ontstond de behoefte aan een uitgebreider landelijk wegnummersysteem, dat los stond van de Europese wegnummering. Daartoe werd in 1975 een wegnummerplan opgesteld. Het wegnummer N41 was daarin voorzien voor de weg vanaf de Afsluitdijk via Harlingen, Leeuwarden (huidige Rijksweg 31), Buitenpost, Groningen (huidige N355) naar Delfzijl. Voor het gedeelte autosnelweg tussen Harlingen en Marssum was het nummer A41 voorzien. Dit plan is echter niet uitgevoerd, behoudens een enkele wegwijzer bij Buitenpost is het nummer N41 alleen ingevoerd voor Rijksweg 41 tussen Groningen en Delfzijl.
Het eerste rijkswegenplan waarin de huidige N360 voor het eerst niet meer opgenomen was als rijksweg was het rijkswegenplan van 1984. De provincie Groningen had in 1979 een nieuwe weg tussen Groningen en de Eemshaven aangelegd (genummerd als N46). Deze weg werd met de invoering van het Rijkswegenplan 1984 geruild: De provincie Groningen kreeg de N41 in handen, het Rijk nam het beheer van de N46 voortaan voor zijn rekening. Pas bij de invoering van de Wet herverdeling wegenbeheer op 1 januari 1993 verviel het wegnummer N41. De provincie Groningen hernummerde de weg in N360, een gedeelte van de voormalige N41 tussen Delfzijl en Farmsum werd hernummerd tot N991. Binnen de bebouwde kom van Delfzijl werd de weg overgedragen aan de gemeente Delfzijl.
Vooral in de spitsuren levert de weg vaak vertraging op. In 2006 is de provincie begonnen met een studie naar de mogelijkheden voor verbetering van de N360. De weg is uiteindelijk niet verbreed en het tracé bleef hetzelfde. Wel werden in 2019-2020 twee rotondes en een ovonde aangelegd om de doorstroming te vergroten.
N34 · N46 · N351 · N353 · N354 · N355 · N356 · N357 · N358 · N359 · N360 · N361 · N362 · N363 · N364 · N365 · N366 · N367 · N368 · N369 · N370 · N371 · N372 · N373 · N374 · N375 · N376 · N377 · N378 · N379 · N380 · N381 · N382 · N383 · N384 · N385 · N386 · N387 · N388 · N390 · N391 · N392 · N393 · N398

N851 · N852 · N853 · N854 · N855 · N856 · N857 · N858 · N860 · N861 · N862 · N863 · N865 · N910 · N913 · N917 · N918 · N919 · N924 · N927 · N928 · N962 · N963 · N964 · N966 · N967 · N969 · N972 · N973 · N974 · N975 · N976 · N977 · N978 · N979 · N980 · N981 · N982 · N983 · N984 · N985 · N986 · N987 · N988 · N989 · N990 · N991 · N992 · N993 · N994 · N995 · N996 · N997 · N998 · N999

Cursief vermelde wegen zijn voormalige provinciale wegen.